# Harold Robbins
Harold Robbins, pseudonimo di Harold Rubin (New York, 21 maggio 1916 – Palm Springs, 14 ottobre 1997), è stato uno scrittore statunitense.

## Biografia
Harold Robbins era figlio di due immigrati, uno russo e l'altro polacco, dotati entrambi di un buon livello culturale. Crebbe a Brooklyn con il padre farmacista e la matrigna. Robbins fu costretto a lasciare la scuola molto giovane e a lavorare, anche se non conosceva alcun mestiere né possedeva alcun titolo di studio. Si arrangiò facendo i mille mestieri dei disoccupati americani durante la Grande Depressione: il lustrascarpe, lo spalatore, il fattorino, lo scaricatore, il barista, il commesso, il cassiere, l'aiuto allibratore; finché arrivò ad occupare un posto come magazziniere alla casa cinematografia Universal Pictures. Qui riuscì a fare carriera, grazie anche a un colpo di fortuna: rifacendo alcuni conti, scoprì che l'azienda aveva fatto dei versamenti fiscali eccessivi, facendo in quel modo risparmiare alla Universal migliaia di dollari. A meno di trent'anni divenne direttore amministrativo della casa cinematografica.
Alla narrativa arrivò per una scommessa. Era un periodo in cui si occupava dell'acquisizione dei diritti dei libri proposti ed era annoiato dai romanzi che era costretto a leggere. Un giorno, gli scappò detto ad un amico che probabilmente lui avrebbe scritto di meglio. Fecero una scommessa, con cento dollari in palio. Nacque così Mai amare uno straniero (Never Love a Stranger, 1948), scritto nei ritagli di tempo. Alfred Knopf ne acquistò i diritti e divenne un successo, pur provocando diverse polemiche per la sua scabrosità. Il romanzo presentava già tutte le principali caratteristiche che fecero il successo dei romanzi di Robbins: un personaggio ben costruito, quadro d'ambiente veristico pieno di particolari credibili, in questo caso New York e la depressione con i poveri sia bianchi sia neri, molte avventure e disavventure, un po' di sesso e molta mafia. Nei romanzi successivi predomineranno ancora storie di vite difficili e di miseria, di violenza e di ingiustizia sociale.
Un sasso per Danny Fisher (A Stone for Danny Fisher, 1952), racconta la storia di un pugile ambizioso che perde la battaglia contro la malavita, nell'America tra la Depressione e la Seconda guerra mondiale. Non lasciarmi mai (Never Leave Me, 1953), ambientato negli anni di Eisenhower e della guerra di Corea, narra la storia di una famiglia che viene sconvolta dalla poliomielite e da un amore tragico. In 79 Park Avenue (1955) una modella e call-girl, che proviene dal ghetto polacco, si lancia allo sbaraglio, fra gangster e servizi segreti. In Stiletto (1960) l'ultimo discendente di una grande famiglia ama uccidere le proprie vittime con un'arma particolare, lo stiletto, e la mafia utilizzerà questo suo punto debole per compiere delitti quasi perfetti. Nei primi anni settanta Robbins è a una svolta della sua vita: deve decidere se continuare a fare l'uomo d'affari che scrive per hobby o diventare uno scrittore vero e proprio. Sceglie la seconda strada. Rispettivamente nel 1949 e nel 1961 erano usciti due titoli diventati subito best seller: I mercanti di sogni (The Dream Merchants), che trattava dell'industria del cinema di Hollywood, seguendola dalla sua nascita all'avvento del sonoro, e L'uomo che non sapeva amare (The Carpetbaggers), uno dei suoi lavori più noti, liberamente ispirato alla vita di Howard Hughes. Dal primo lavoro verrà ricavata nel 1969 la miniserie tv Mercanti di sogni e, dal secondo romanzo, verrà tratto nel 1964 il film di successo L'uomo che non sapeva amare (The Carpetbaggers) diretto da Edward Dmytryk. Il. I suoi romanzi successivi diverranno più spregiudicati: più sesso, rappresentato senza compiacimenti, in modo crudo, realistico, molta droga e accanto alla onnipresente mafia, anche il mondo della grande industria e della grande finanza, del cinema, delle multinazionali, del jet-set internazionale.
Alla spregiudicatezza, agli amori proibiti e al gusto della trasgressione, Robbins unisce anche sempre un po' di romanticismo, di fiducia nell'amore e nei rapporti tra gli uomini. Oltre alla capacità di fondere ingredienti diversi, Robbins ha anche quella di tradurre subito in narrazione quei temi che appassionano il pubblico dei lettori comuni, proprio nel momento in cui l'interesse è ancora vivo: la droga, il Vietnam, il Medio Oriente, il mondo del business. Il vero successo di Robbins sta però nel linguaggio diretto, nella sintassi essenziale, nel ritmo narrativo che è stato definito cinematografico. Il suo periodare scorre infatti con i tempi di un film, con la rapidità, il movimento, gli stacchi delle immagini visive. A suo tempo suscitò abbastanza scalpore l'attacco iniziale di Mai amare uno straniero, quel "La signora Cozzolina assaggiò la minestra" che poi è diventato il simbolo della scrittura di Robbins. Trascurati dalla critica, i romanzi di Robbins cominciano a essere studiati nelle università americane, per capire la chiave del loro grande successo di pubblico.
I romanzi del secondo periodo si succedono uno dopo l'altro. Dove è andato l'amore (Where Love Has Gone, 1962); L'ultimo avventuriero (The Adventurers, 1966), storia di un trio di avventurieri, un sudamericano, un russo e un francese, invischiati in mezzo al traffico d'armi, grandi truffe e grandi violenze; Betsy (The Betsy, 1971), saga di una dinastia americana di automobili; Il pirata (The Pirate, 1974), storia che narra l'esistenza dello sceicco arabo Al Fey, che si trova in difficoltà di fronte alla moglie americana infelice e alla figlia ribelle, e troverà la sua sicurezza tra i dirottamenti aerei, i fedyn e i commando israeliani; Signora sola (The Lonely Lady, 1976), storia di una donna che vuole costruirsi da sola e che riesce a sfondare ma con molta amarezza; I sogni muoiono prima (Dreams Die First, 1977), l'escalation nella stampa e nella finanza di un disilluso reduce del Vietnam, che inventa Macho, "la rivista pornografica che fa impallidire tutte le altre"; infine Ricordi di un altro giorno (Memories of Another Day, 1979) e Goodbye, Janette (1981). Robbins divenne inoltre produttore dei film tratti dai suoi romanzi: The Pirate (1978), film per la televisione diretto da Ken Annakin, e Donna sola (The Lonely Lady, 1983), diretto da Peter Sasdy, vennero infatti prodotti dalla Harold Robbins International.
Dal 1982 fu costretto a vivere su una sedia a rotelle a causa di problemi all'anca, ma continuando comunque a scrivere. Questo fino alla sua morte, avvenuta il 14 ottobre 1997,  all'età di 81 anni, a causa di un'insufficienza respiratoria. È sepolto al cimitero di Forest Lawn Cemetery, di Cathedral City, vicino a Palm Springs, in California.
Alla sua morte Harold Robbins ha lasciato molti inediti, idee e abbozzi, che sono stati in seguito completati da ghostwriter e pubblicati tra il 1998 e il 2011.

## Vita privata
A Robbins piaceva molto mettere in giro racconti fantasiosi riguardo alla sua vita. Ad esempio ha sostenuto di essere un orfano ebreo, abbandonato sui gradini dell'orfanotrofio cattolico di Manhattan e iscritto all'anagrafe come Francis Kane; avrebbe preso il nome con cui è noto, con una leggera modifica, da quello del farmacista di New York Harold Rubbin, che lo aveva accolto per un po' di tempo in casa sua.
Altra storia sul suo conto da lui stesso messa in giro e non vera, è che la sua prima moglie fosse una ballerina cinese morta per un morso di pappagallo: in realtà si trattava semplicemente della sua fidanzatina dei tempi della scuola. Dopo quel matrimonio, durato 28 anni, si risposò altre due volte.
Ha trascorso molto tempo sulla Costa Azzurra e a Monte Carlo con la quinta moglie Grazia Palermo, di origini siciliane e due figlie in una villa a Le Cannet, anche se ha passato molto del suo tempo nel ranch in California e sul suo yacht personale. Per scrivere si dava regole di ferro: si rinchiudeva in un posto isolato, di cui solo la moglie e l'avvocato conoscevano il numero di telefono, e usciva solo quando aveva finito la sua fatica.

## Opere

### Pubblicati in vita
- (EN) Never Love a Stranger, 1948.
- (EN) The Dream Merchants, 1949.
- (EN) A Stone for Danny Fisher, 1952.
- (EN) Never Leave Me, 1953.
- (EN) 79 Park Avenue, 1955.
- (EN) Stiletto, 1960.
- (EN) The Carpetbaggers, 1961.
- (EN) Where Love Has Gone, 1962.
- (EN) The Adventurers, 1966.
- (EN) The Inheritors, 1969.
- (EN) The Betsy, 1971.
- (EN) The Pirate, 1974.
- (EN) The Lonely Lady, 1976.
- (EN) Dreams Die First, 1977.
- (EN) Memories of Another Day, 1979.
- (EN) Goodbye, Janette, 1981.
- (EN) The Storyteller, 1982.
- (EN) Spellbinder, 1982.
- (EN) Descent from Xanadu, 1984.
- (EN) The Piranhas, 1986.
- (EN) The Raiders, 1995.
- (EN) The Stallion, 1996.
- (EN) Tycoon, 1997.

### Opere postume
- (EN) The Predators, 1998.
- (EN) The Secret, 2000.
- (EN) Never Enough, New York, Forge, 2001, ISBN 0-7394-2301-0.
- (EN) Sin City, 2002.
- (EN) Heat of Passion, 2003.
- (EN) The Betrayers, con Junius Podrug, 2004.
- (EN) Blood Royal, con Junius Podrug, 2005.
- (EN) The Devil to Pay, con Junius Podrug, 2006.
- (EN) The Looters, con Junius Podrug, Madison Dupree, n. 1, 2007.
- (EN) The Deceivers, con Junius Podrug, Madison Dupree, n. 2, 2008.
- (EN) The Shroud, con Junius Podrug, Madison Dupree, n. 3, 2009.
- (EN) The Curse, con Junius Podrug, Madison Dupree, n. 4, 2011.

### Tradotti in italiano
- Mai amare uno straniero, 1948.
- I mercanti di sogni, 1949.
- Un sasso per Danny Fisher, 1952.
- Non lasciarmi mai, 1953.
- 79 Park Avenue, 1955.
- Stiletto, 1960.
- L'uomo che non sapeva amare, 1961.
- Dov'è andato l'amore, 1962.
- L'ultimo avventuriero, 1966.
- Gli eredi, 1969.
- Betsy, 1971.
- Il pirata, 1974.
- Signora sola, 1976.
- I sogni muoiono prima, 1977.
- Ricordi di un altro giorno, 1979.
- Goodbye, Janette, 1981.
- La passione di Joe Crown, 1982.
- L'incantatore, 1982.
- L'immortale, 1984.
- Piranha, 1986.
- L'uomo che voleva amare, 1995.
- Lo stallone, 1996.
- Il magnate, 1997.
- I predatori, 1998.

## Filmografia

### Attore
- Whicker's World - serie TV documentario, 1 episodio (1970)

### Doppiatore
- The Virginia Graham Show - serie TV, episodio 108 (1974) - Narratore

### Produttore
- Autopsia di un gangster (Never Love a Stranger), regia di Robert Stevens (1958)
- Betsy (The Betsy), regia di Daniel Petrie (1978)

### Sceneggiatore

#### Cinema
- Autopsia di un gangster (Never Love a Stranger), regia di Robert Stevens (1958)
- The Pusher, regia di Gene Milford (1960)
- Un assassino per un testimone (Stiletto), regia di Bernard L. Kowalski (1969)

#### Televisione
- The Survivors - serie TV, episodio 1x01 (1969)

### Soggettista

#### Cinema
- La via del male (King Creole), regia di Michael Curtiz (1958)
- Autopsia di un gangster (Never Love a Stranger), regia di Robert Stevens (1958)
- L'uomo che non sapeva amare (The Carpetbaggers), regia di Edward Dmytryk (1964)
- Quando l'amore se n'è andato (Where Love Has Gone), regia di Edward Dmytryk (1964)
- Nevada Smith, regia di Henry Hathaway (1966)
- L'ultimo avventuriero (The Adventurers), regia di Lewis Gilbert (1970)
- Betsy (The Betsy), regia di Daniel Petrie (1978)
- Donna sola (The Lonely Lady), regia di Peter Sasdy (1983)
- Vital Parts, regia di Craig Corman (2001)

#### Televisione
- 79, Park Avenue (79 Park Avenue), regia di Paul Wendkos - miniserie TV (1977)
- Il pirata (The Pirate), regia di Ken Annakin - miniserie TV (1978)
- Mercanti di sogni (The Dream Merchants), regia di Vincent Sherman - miniserie TV (1980)

## Trasmissioni televisive
- The Tonight Show Starring Johnny Carson - talk show (1967)
- Las Vegas - varietà musicale (1967)
- The Bob Braun Show - talk show (1969)
- The Irv Kupcinet Show - talk show (1969)
- The Joey Bishop Show - talk show (1969)
- The Merv Griffin Show - talk-show (1969-1970)
- The David Frost Show - talk show (1969-1972)
- The Mike Douglas Show - talk show (1969-1978)
- Philbin's People - talk show (1970)
- Della - talk show (1970)
- The Virginia Graham Show - talk show (1972)
- Good Morning America - talk show (1977)
- Read All About It - talk show (1977)
- Apostrophes - talk show (1983)
- One on One with John Tesh - talk show (1991)

## Riconoscimenti
- Hollywood Walk of Fame
  - 1977 - Motion Pictures, 6743 di Hollywood Boulevard[4]